# Xiuyan (krater)
Xiuyan – krater uderzeniowy położony w prowincji Liaoning w Chinach. Skały krateru są widoczne na powierzchni ziemi.

## Charakterystyka
Krater ma średnicę 1,8 kilometra, powstał on ponad 50 tysięcy lat temu, w plejstocenie. Utworzył go upadek małego ciała niebieskiego na skały osadowe pokrywające podłoże krystaliczne. Podłoże tworzą proterozoiczne skały metamorficzne, dno krateru wypełniają osady wyschniętego, czwartorzędowego jeziora. Wiercenia ujawniły, że sekwencja osadów jeziornych ma 107 m grubości, głębiej znajduje się brekcja. Wydobyte próbki wykazują diagnostyczne cechy szokmetamorfizmu: planarne struktury deformacyjne i szkliwo powstałe z przetopienia kwarcu, zawierające coezyt. Obecność szkliwa wskazuje na szczytowe ciśnienie przekraczające 50 megapaskali
Krater znajduje się u nasady półwyspu Liaotung w pobliżu granicy chińsko-koreańskiej. Jest to pierwsza potwierdzona struktura impaktowa w Chinach.